# Austrijska galerija Belvedere
Austrijska galerija Belvedere (njemački: Österreichische Galerie Belvedere) je muzej koji se nalazi u kompleksu palača Belvedere u Beču, Austrija.

## Povijest
Belvedere je izgrađen kao ljetna rezidencija Eugena Savojskog, a dizajnirao ga je Johann Lucas von Hildebrandt početkom 18. stoljeća. Poslije kraljevićeve smrti, Habsburgovci su otkupili njegove palače i većinu njegove umjetničke kolekcije. Različiti dijelovi kolekcije su izloženi u palačama Belvederea od 1781., a od 1903. u Donjem Belvederu osnovan je muzej, tada poznat kao Moderna galerija. Poslije Prvog svjetskog rata muzeju je pridružen i Gornji Belvedere i oranžerija gdje su izložene privatne zbirke, te je preimenovan u Austrijsku galeriju (Österreichische Galerie) 1921. god. Osim reprezentativnog prostora palača u parku, Galeriji pripadaju i gradska zimska palača Eugena Savojskog i muzej moderne umjetnosti poznat kao „Kuća 21” (21er Haus) od 1958. god.
Od 1957. muzej izdaje vlastiti godišnjak, „Najave Austrijskih galerija” (Mitteilungen der österreichischen Galerie), i priređuje specijalne izložbe koje su u žarištu austrijske i svjetske likovne scene, tako su tu održane velike i pomno pripremane izložbe slika Vincenta van Gogha, Paula Gauguina, Paula Cézanna, Alfonsa Muche i brojnih drugih velikih slikara.
Od 2007. do 2016. muzej je vodila Agnes Husslein, bivša ravnateljica Rupertinuma iz Salzburga i Museum der Moderne, koja je unijela brojne inovacije.

## Kolekcija
Umjetnička djela koja posjeduje ova galerija uključuje slike od srednjeg vijeka, preko baroka do najnovijih radova iz 21. stoljeća. Galerija je podjeljena na tri glavne skupine: 
- Austrijski barokni muzej (Donji Belvedere),
- Austrijska galerija slika 19. i 20. st. (Gornji Belvedere) i
- Austrijski muzej srednjovjekovne umjetnosti (Štale palače).[1]

Fokus galerije su vrijedna djela austrijskih slikara s kraja 19. stoljeća (Fin de Siècle) i secesije. Najpoznatiji slikari čija djela galerija posjeduje su Gustav Klimt i Egon Schiele.
- Jacques-Louis David, Napoleon prelazi Alpe, 1800.
- Caspar David Friedrich, Krajolik Elbsandsteingebirgea (1822.)
- Rudolf von Alt, Stephansdom s trga Eisen, 1832 (1832.)
- Edgar Degas, Harlekini balerina
- Hans Makart, Dama za Spinetom (1871.)
- Vincent van Gogh, Dolina Auversa (1890.)
- Giovanni Segantini, Zle majke (1894.)
- Gustav Klimt, Judita s Holofernovom glavom, 1901. (uništena)
- Claude Monet, Promenada, 1902.
- Albin Egger-Lienz, Smrtonosni ples Anna Neuna, 1906.-1908.
- Gustav Klimt, Poljubac, 1907.-1908.
- Gustav Klimt, Portret Adele Bloch-Bauer II., 1912.
- Egon Schiele, Autoportret sa spuštenom glavom, 1912.
- Egon Schiele, Zagrljaj, 1917.

## Vanjske poveznice
- Službena stranica Galerije (njem.) (tal.) (engl.) (fr.)
- Collection metasearch | Belvedere Research Online